# NGC 2191
NGC 2191 est une galaxie lenticulaire située dans la constellation de la Carène. NGC 2191 a été découverte par l'astronome britannique John Herschel en 1837.

## Caractéristiques
Sa vitesse par rapport au fond diffus cosmologique est de 4 602 ± 30 km/s, ce qui correspond à une distance de Hubble de 67,9 ± 4,8 Mpc (∼221 millions d'al)
À ce jour, une mesure non basée sur le décalage vers le rouge (redshift) donne une distance d'environ 42,300 Mpc (∼138 millions d'al). Cette valeur est loin à l'extérieur des valeurs de la distance de Hubble.
En raison d'une brillance de surface égale à 11,86  mag/am2, on peut qualifier NGC 2191 de galaxie présentant une brillance de surface élevée.